# Municipio de Elk (Nueva Jersey)
El municipio de Elk (en inglés: Elk Township) es un municipio ubicado en el condado de Gloucester en el estado estadounidense de Nueva Jersey. En el año 2010 tenía una población de 4.216 habitantes y una densidad poblacional de 82,5 personas por km².

## Geografía
El municipio de Elk se encuentra ubicado en las coordenadas 39°40′11″N 75°8′32″O / 39.66972, -75.14222.

## Demografía
Según la Oficina del Censo en 2000 los ingresos medios por hogar en el municipio eran de $51,047 y los ingresos medios por familia eran $55,472. Los hombres tenían unos ingresos medios de $41,604 frente a los $27,407 para las mujeres. La renta per cápita para la localidad era de $18,621. Alrededor del 8.5% de la población estaba por debajo del umbral de pobreza.